# Phillip Rhee
Phillip Rhee (São Francisco, 7 de setembro de 1960) é um ator e diretor estadunidense-coreano. Mais conhecido pela série de filmes Best of the Best.
Rhee é famoso pelo seus filmes de arte marcial, ele é faixa-preta Sexto Dan em Tae Kwon Do, Faixa preta terceiro Dan em Hap Ki Do e faixa preta primeiro dan em Kendo, além de possuir habilidades em Wing Chun Kung fu e boxe. Phillip é o irmão mais novo de Simon Rhee.
Atualmente mora em Los Angeles e trabalha em um novo filme.